# Prospero battagliae
Prospero battagliae är en sparrisväxtart som beskrevs av Franz Speta. Prospero battagliae ingår i släktet Prospero och familjen sparrisväxter. Inga underarter finns listade i Catalogue of Life.